# 김민주 (트로트 가수)
김민주는 대한민국의 가수이다.

## 데뷔
- 2005년 1집 앨범 [여원]

## 음반
- 2008년 어쩌란 거니
- 2005년 여원